# Калмиков Степан Тимофійович
Степан Тимофійович Калмиков (1938–2008) — український баяніст, педагог, заслужений працівник культури УРСР.

## Біографія
С. Т. Калмиков народився 15 серпня 1938 року в селі Нечаяне Миколаївської області в осідлій циганській родині.
В дитинстві грав на акордеоні. З 1954 по 1959 рр. навчався в Одеському Державному музичному училищі ім. К. Ф. Данькевича, де освоїв ще один інструмент — баян.
У 1957—1960 роках  працював баяністом в Одеській школі міліції.
В 1960—1962 роках викладав гру на музичному інструменті, а у 1963—1965 роках був баяністом Київського будинку офіцерів.
У 1965 році закінчив Київську державну консерваторію імені П. І. Чайковського за спеціальністю «баян» / клас професора Геліса М. М.
В 1965—1966 роках викладав у Миколаївському музичному училищі.
В 1967 році почав працювати в Одеському державному педагогічному інституті імені К. Д. Ушинського викладачем кафедри музики та співів по класу баяна та акордеона. В тому ж році ініціював створення оркестру баянистів-акордеонистів /згодом — Камерний оркестр баянистів-акордеонистів.
У 1977—1989 роках був старшим викладачем кафедри теорії, історії музики та гри на музичних інструментах, а у 1989—1999 роках — доцентом кафедри музично-інструментальної підготовки. Одночасно викладав в Одеській державній консерваторії.
В 1991 році присвоєно вчене звання доцента.
У 2005 році в Одеській музичній академії імені А. В. Нежданової захистив дисертацію на здобуття наукового ступеня кандидата мистецтвознавства.
У 1999—2008 роках обіймав посаду професора кафедри музично-інструментальної підготовки Південноукраїнського педагогічного університету імені К. Д. Ушинського та за сумісництвом професора кафедри народних інструментів Одеської національної музичної академії ім. А. В. Нежданової.
Помер 18 серпня 2008 року в м. Одеса.

## Науково-педагогічна діяльність
Досліджував питання якості підготовки виконавців-інструменталістів. Майже чверть століття керував оркестром баянистів та акордеонистів/Камерним оркестром баянистів та акордеонистів. Завдяки новаціям у підході до оркестровки, колектив спромігся виконувати симфонічні твори П. Чайковського, твори Аренського, С. Рахманінова, Бетховена, Ліста, Мендельсона, К. Сен-Санса й ін. Оркестр виступав в Києві, Москві, Вільнюсі, Миколаєві. Понад 18 (вісімнадцять) його вихованців стали лауреатами Всесоюзних та Всеукраїнських конкурсів та фестивалів баянистів-акордеонистів.

#### Праці
- Воспитание красочного слуха в условиях многотембровой среды оркестра баянистов/ С. Т. Калмыков // Науковий вісник Південноукраїнського державного педагогічного університету ім. К. Д. Ушинського. — Одеса, 1999. –  Вип. 8 — 9. — С. 177—183
- О подходе к формированию музыкального слуха как профессионального качества учителя-музиканта/ С. Т. Калмыков.//Перспективи: науковий журнал. Серія: філософія, політологія, педагогіка. — Одесса, 2000. — № 1(9). — С. 65 — 68.
- Определение свойств профессионального музыкального слуха высшего уровня/С. Т. Калмыков. // Науковий вісник Південноукраїнського державного педагогічного університету ім. К. Д. Ушинського. — Одеса, 2000. — Вип. 11. — С. 17 — 22
- Про актуалізацію ідеі баянних ансамблів та оркестрів в професійній музиці XX—XXI століть/С. Т. Калмиков. // Науковий  вісник  Національної музичної академії  iм. П. I. Чайковського. — 2004. — Вип. 40. — С. 142—150.
- Баянні регістри в системі оркестрових груп однотембрального оркестру/С. Т. Калмиков. // Музичне мистецтво і культура: Науковий вісник ОДМА ім. А. В. Нежданової. — Одеса,2004. — Вип. 5. — С. 421—431.
- Тембральные условия художественно-профессиональной установки баяниста-аккордеониста/С. Т. Калмыков. // Проблеми сучасності: культура, мистецтво, педагогіка: Збірник наукових праць. — Вип. 2. — Луганськ, 2004. — С. 36 — 45.
- Баянний ансамблево-оркестровий інструменталізм в історичній стильовій проекції: Автореферат дисертації… кандидата мистецтвознавства: 17.00.03 / С. Т. Калмиков. — Одеса, 2005. — 16 с.

## Нагороди
- Почесне звання «Заслужений працівник культури УРСР» (1988 р.).